# 백수범
백수범(白修凡, 1978년 8월 30일 ~) 대한민국의 변호사 출신 정치인이다. 대한변호사협회 이사, 경북 교육소청심사위원, 대통령 직속 국가균형발전위원회 평가자문단, 민주사회를 위한 변호사모임 회원으로 활동했다. 본관은 수원이며 대구 출생이다.

## 어린 시절
1978년 8월 30일 대구광역시 남구 대명동에서 태어났다. 이후 중구 봉산동에 거주하며 대구초등학교에서 2학년까지 재학했다. 이후 대구 남구 대명동으로 이사하여 대구대명초등학교와 심인중학교 그리고 대구고등학교를 졸업했다. 고등학교 졸업 후 고려대학교 경영학과 97학번으로 재학하다가, 1년 후 서울대학교 철학과 98학번으로 입학했다.
공군 학사장교 사관후보생 111기로 임관했다. 청주에 있는 공군사관학교에서 헌병대대 소대장과 중대장을 역임한 후, 김포에 있는 방공포대에서 헌병반장 직책을 마지막으로 30살이 되던 해 전역했다.
제4회 변호사시험 합격 후 법무법인 태양에서 연수를 받고, 배우자인 양버들 변호사와 함께 법률사무소 조은을 개업했다.

## 변호사 활동

### 영풍 석포제련소의 낙동강 폐수 유출 사건
봉화군 석포면에 위치한 영풍 석포제련소는 낙동강 최상류에 위치해 50여년간 운영되며 토양오염, 수질오염, 대기오염 등을 일으켜왔다. 이 밖에도 제련소 주변 산림과 작물들이 고사하고 주민들도 기관지 질환을 앓는 등 주변 지역에 피해를 주고 있었다. 오랜 시간 지속된 위 사태를 해결하고자 백수범 변호사를 포함한 민변 변호사 10여명은 법률 대응단을 구성하고 50여 개 단체로 구성된 공대위와 긴밀하게 협력하며, 법률지원에 나섰다.
2019년 6월 11일 방영된 MBC PD수첩에서 영풍 석포제련소의 각종 오염 실태 및 불법 건축 특혜에 대해 다루었다. 석포제련소를 운영하는 (주)영풍측은 허위사실이라며 강력 반발 후 법적 대응을 예고했었지만, 환경부의 특별점검 결과 봉화군 석포면에 위치한 영풍 석포제련소가 대기오염물질 배출 허용기준 초과의 11개 사항을 위반한 것이 사실로 드러났다.(2020년 6월 9일 환경부의 4월 특별점검 결과) 특히 공장부지 내에선 기준치의 최대 33만2650배, 주변 하천에선 1만6870배를 초과한 카드뮴이 검출되었다.

### 대구시장 기자 고소 사건 변호
2020년 5월 11일, 권영진 대구시장이 대구MBC 라디오 뉴스를 진행자 이태우 기자를 명예훼손 및 모욕 행위로 고소한 사실이 밝혀졌다. 이태우 기자는 2020년 3월 19일부터 4월 14일까지 대구MBC 라디오 뉴스를 진행하면서 “실패한 늑장 대처 때문에 대구만 역병이 창궐했다는 말에 고개가 끄덕여 진다” “12일 만에 코빼기를 내민 권영진 대구시장이 전국적인 대유행을 대구에서 막았다고 자화자찬했다”는 발언을 했었고, 권영진 시장은 관련 발언을 포함한 6차례의 발언이 사실과 다르고 자신에 대한 명예훼손과 모욕이라고 주장했다.
백수범 변호사는 해당 민형사소송이 언론의 자유에 관련한 공익적 의미가 크다고 보고, 동료 변호사들과 함께 대응했다. 2020년 11월 11일, 대구지검은 명예훼손이나 모욕의 범위로 인정하기 어렵고, 의견 표명에 해당한다고 판단해 형사사건은 혐의 없음 처분을 통보했다. 또한 관련 민사사건도 대구 MBC 승소로 끝나게 되었다.

### 뉴스민 영상 무단 사용 사건
2019년 10월 5일, 대구경북 독립언론 뉴스민은 유튜브 프로그램 ‘김수민의 뉴스밑장 LIVE’을 통해 [삼성 저격수 김경율 회계사, 코링크PE를 파헤치다]라는 제목의 영상을 게시했다. 진행자인 시사평론가 김수민씨와 출연자인 전 참여연대 소속 김경률 회계사가 대담을 나누는 영상이었다. 사흘 뒤인 10월 8일, 채널A와 TV조선이 각자의 프로그램에서 뉴스민 측의 허락 없이 해당 영상을 무단 사용했다. 뉴스민은 저작권법 위반으로 채널A와 TV조선을 고소하는 동시에 손해배상청구 소송도 진행했다.
백수범 변호사는 뉴스민이 제기한 소송을 맡았고, 2020년 10월 14일 대구지방법원은 채널A와 TV조선이 뉴스민에 각각 150만원과 50만원을 손해배상하라고 판결했다. 저작권법 위반 혐의로 고소한 사건에 대해서는 검찰이 불기소 처분을 내렸다. 백수범 변호사는 “대규모 인력과 자금을 갖고 있는 서울 대형 언론사들이 영상물을 직접 제작할 생각은 하지 않고 지역 언론사 제작물을 무단 사용하는 건 도의적으로도 불합리하고 법적으로도 저작권 침해에 해당한다”고 밝혔다.

## 정치 활동
2022년 1월 25일, 더불어민주당에 인재영입되었다. 이틀 뒤인 27일 대구광역시 중구·남구 재보궐 선거 출마를 공식화했다. 2022년 2월 7일, 더불어민주당 최고위원회는 대선과 동시에 치러지는 국회의원 재·보궐 선거구 중 대구 중·남구에 백수범 변호사를 전략 공천하기로 의결했다. 선거 결과 3위로 낙선했다.

## 역대 선거 결과
| 실시년도 | 선거       | 대수 | 직책     | 선거구         | 정당         | 득표수   | 득표율          | 순위 | 당락 | 비고 |
| -------- | ---------- | ---- | -------- | -------------- | ------------ | -------- | --------------- | ---- | ---- | ---- |
| 2022년   | 3·9 재보선 | 21대 | 국회의원 | 대구 중구·남구 | 더불어민주당 | 27,774표 | \| \| 19.41% \| | 3위  | 낙선 |      |
|          | 19.41%     |      |          |                |              |          |                 |      |      |      |